# Phrynophiurida
Ordre
Les Phrynophiurida sont un ordre d'ophiures.

## Liste des familles
Selon ITIS (12 décembre 2013) :
- sous-ordre Ophiomyxina Fell, 1962
  - famille Ophiomyxidae Ljungman, 1866
- sous-ordre Euryalina Lamarck, 1816
  - famille Asteronychidae Müller and Troschel, 1842
  - famille Asteroschematidae Verrill, 1899
  - famille Euryalidae
  - famille Gorgonocephalidae Ljungman, 1867